# I. Strafsenat des Reichsgerichts
Der I. Strafsenat des Reichsgerichts war ein Spruchkörper des Reichsgerichts. Es handelte sich um einen der sechs Senate, die sich mit Strafsachen befassten. Der Senat bestand von 1879 bis 1945.

## Geschäftsverteilung
Zuständig war der Senat:
- 1879
  1. für die Strafsachen aus den Oberlandesgerichtsbezirken Augsburg, Bamberg, Köln, Colmar, Darmstadt, Frankfurt, Karlsruhe, München, Nürnberg, Stuttgart und Zweibrücken
- 1896
  1. für das ganze Reich für die Bestimmung des zuständigen Gerichts in den Fällen der Abschnitte I und II des ersten Buches der StPO und des § 160 GVG.
  2. für die Strafsachen aus den Oberlandesgerichtsbezirken Augsburg, Bamberg, Köln, Colmar, Darmstadt, Frankfurt, Hamm (außer den Landgerichtsbezirken Dortmund und Essen), Karlsruhe, München, Nürnberg, Stuttgart, Zweibrücken und den Konsulargerichtsbezirken.[1]
- 1931
  1. für das ganze Reich für die Bestimmung des zuständigen Gerichts in den Fällen der Abschnitte I und II des ersten Buches der StPO und in den Fällen des § 124 Abs. 3 SeemannsO  vom 2. Juni 1902 sowie die Entscheidungen nach § 159 GVG, nebst § 18 Konsulargerichtsbarkeitsgesetz vom 7. April 1900,
  2. für die Strafsachen aus den Oberlandesgerichtsbezirken Augsburg, Bamberg, Darmstadt, Dresden, Frankfurt, Jena, Karlsruhe, Kassel, Köln, München, Naumburg, Nürnberg, Oldenburg, Stettin, Stuttgart, Zweibrücken und den Konsulargerichtsbezirken (§ 14 Nr. 2 des Gesetzes über die Konsulargerichtsbarkeit vom 7. April 1900 und Art. I  § 14 Nr. 2 der Verordnung über die Konsulargerichtsbarkeit in Aegypten vom 31. Juli 1925) außerdem
  3. die Sachen, betreffend den Disziplinarhof für Dienstvergehen der richterlichen Militärjustizbeamten und die unfreiwillige Versetzung derselben in eine andere Stelle oder in den Ruhestand (§§ 7ff. des Gesetzes vom 1. Dezember 1898 und der Verordnung vom 29. März 1922).[2]

## Bekannte Urteile
- Stromdiebstahlsfall (RGSt 32, 165, Entscheidung vom 1. Mai 1899, Analogieverbot)
- „Pfui Judenrepublik“ (Aktenzeichen 1D 459/1923 VIII 805)[3]

## Besetzung 1886 bis 1923
Farblegende:
Ruhestand vor dem 1. Juli 1919 in   
Ruhestand vor dem 1. Oktober 1934  in   
Ruhestand nach dem 1. Oktober 1934 in   

### Senatspräsidenten
| Nr. | Name                           | Senatseintritt   | Senatsaustritt   |                                                    |  |
| --- | ------------------------------ | ---------------- | ---------------- | -------------------------------------------------- |  |
| 1   | Karl Hocheder (1825–1913)      | 1. Oktober 1879  | 1. Mai 1886      | Ernennung zum Präsidenten des 6. Zivilsenats       |  |
| 2   | Johann Wernz (1819–1895)       | 1. Mai 1886      | 1. Januar 1892   | Ruhestand                                          |  |
| 3   | Ernst von Bomhard (1833–1912)  | 1. Januar 1892   | 1. April 1902    | Ruhestand                                          |  |
| 4   | Max Gustav Neiße (1839–1906)   | 1. April 1902    | 20. Juni 1906    | Verstorben                                         |  |
| 5   | Friedrich Menge (1845–1920)    | 16. August 1906  | 9. November 1909 | Ernennung zum Präsidenten des 2. Strafsenats       |  |
| 6   | Christian von Kolb (1848–1924) | 9. November 1909 | 1. April 1921    | Ruhestand                                          |  |
| 7   | Adolf Lobe (1860–1939)         | 1. April 1921    | 1. April 1928    | Ruhestand (zugleich 6. Strafsenat)                 |  |
| 8   | Josef Max Reichert (1865-)     | 2. April 1928    |                  | (1922–29 Richterbundesvorsitzender)                |  |
| 9   | Johannes Gündel (1872–1938)    | 1. Oktober 1931  | 15. Juli 1933    | Ernennung zum Senatspräsidenten des 6. Strafsenats |  |
| 10  | Hans Freiesleben (1871–1945)   | 1934             | 1937             | Ruhestand                                          |  |
| 11  | Erich Schultze (1880–1947)     | 1. Juli 1937     | 1945             |                                                    |  |

### Reichsgerichtsräte
| Nr. | Name                                      | Senatseintritt                                      | Senatsaustritt                          |                                                |  |
| --- | ----------------------------------------- | --------------------------------------------------- | --------------------------------------- | ---------------------------------------------- |  |
| 1   | Karl von Specht (1822–1899)               | 1. Oktober 1879                                     | 1. Januar 1890                          | Ruhestand                                      |  |
| 2   | Karl Wielandt (1830–1914)                 | 1. Oktober 1879                                     | 1. Juli 1884                            | Übertritt zum 2. Zivilsenat                    |  |
| 3   | Ludwig Moeli (1817–1894)                  | 1. Oktober 1879                                     | 1. Juni 1884                            | Ruhestand                                      |  |
| 4   | Franz Cucumus (1824–1881)                 | 1. Oktober 1879                                     | 9. August 1881                          | Verstorben                                     |  |
| 5   | Friedrich von Geß (1828–1905)             | 1. Oktober 1879                                     | 1. Oktober 1891                         | Ruhestand                                      |  |
| 6   | Maximilian von Buri (1825–1902)           | 1. Oktober 1879                                     | 1. Juni 1896                            | Ruhestand                                      |  |
| 7   | Lorenz Hauser (1828–1882)                 | 1. Januar 1881                                      | 1. Mai 1882                             | Ruhestand                                      |  |
| 8   | Heinrich Dürrschmidt (1819–1899)          | 1. Januar 1881                                      | 1. Januar 1889                          | Ruhestand                                      |  |
| 9   | Ernst von Bomhard                         | 1. Dezember 1881                                    | 1. Januar 1890                          | Übertritt zum 6. Zivilsenat                    |  |
| 10  | Julius Petersen (1835–1909)               | 11. April 1883 bzw. 1. Juli 1884                    | 1. April 1884 bzw. 31. März 1886        | Übertritt zum 4. Strafsenat bzw. 2. Zivilsenat |  |
| 11  | Rudolf Nokk (1830-)                       | 1. Juni 1885                                        | 1. Juli 1894                            | Ruhestand                                      |  |
| 12  | Eduard Wüstenfeld (1831–1923)             | 1. Mai 1886                                         | 15. Juli 1886                           | Übertritt zum 2. Zivilsenat                    |  |
| 13  | Georg Friedrich von Lenz (1834–1910)      | 15. Juli 1886                                       | 1. Juli 1897                            | Ruhestand                                      |  |
| 14  | Melchior Stenglein                        | 1. Januar 1889                                      | 1. Januar 1892                          | Übertritt zum 6. Strafsenat                    |  |
| 15  | Adolf Richard Stellmacher (1831–1907)     | 1. Januar 1890                                      | 1. Juli 1903                            | Ruhestand                                      |  |
| 16  | Richard Förtsch (1837–1916)               | 1. Januar 1890                                      | 1. Oktober 1891                         | Übertritt zum 2. Zivilsenat                    |  |
| 17  | Eugen Schmidt (1834-)                     | 1. Juni 1891                                        | 1. Januar 1901                          | Ruhestand                                      |  |
| 18  | Ludwig von Zimmerle (1832–1907)           | 16. November 1891                                   | 1. April 1902                           | Ruhestand                                      |  |
| 19  | Karl von Braun (1832–1903)                | 1. Januar 1892                                      | 29. Oktober 1903                        | Verstorben                                     |  |
| 20  | Paul Hugo Wolff (1841–1902)               | 1. Mai 1894                                         | 1. Mai 1896                             | Übertritt zum 6. Zivilsenat                    |  |
| 21  | Hermann Dietz (1842–1920)                 | 1. Juli 1894                                        | 1. Januar 1910                          | Ruhestand                                      |  |
| 22  | Wulf Tagg (1839–1914)                     | 1. Mai 1896                                         | 1. Juni 1900                            | Übertritt zum 6. Zivilsenat                    |  |
| 23  | Carl von Ewald (1852–1932)                | 1. Juli 1896                                        | 11. Oktober 1905                        | Austritt                                       |  |
| 24  | Karl Emil Goldmann (1848–1917)            | 1. Oktober oder Dezember 1897                       | 1. Januar 1900                          | Übertritt zum 6. Zivilsenat                    |  |
| 25  | Rudolf von Pelargus (1853–1923)           | 1. Januar 1900                                      | 1. November 1910                        | Ernennung zum Präsidenten des 3. Strafsenats   |  |
| 26  | Max Stock (1848–1910)                     | 1. Juni 1900                                        | 17. April 1906                          | Übertritt zum 5. Strafsenat                    |  |
| 27  | Max Klein (1848–1910)                     | 1. Januar 1904 (nach Lobe) vmtl. 1901               | 31. Mai 1904                            | Übertritt zum 2. Strafsenat                    |  |
| 28  | Karl Eduard von Lödel (1848–1924)         | 1. April 1903                                       | 1. Oktober 1914                         | Ruhestand                                      |  |
| 29  | Heinrich Bernhardi (1848–1927)            | 1. Juli 1903                                        | 1. Januar 1914                          | Ruhestand                                      |  |
| 30  | Wilhelm Behringer (1853–1931)             | 1. November 1903                                    | 1. Dezember 1923                        | Ruhestand                                      |  |
| 31  | Heinrich Schmidt (1856–1927)              | 17. November 1905                                   | 1. April 1921                           | Ernennung zum Präsidenten des 2. Strafsenats   |  |
| 32  | Richard Althaus (1852-nach 1919)          | 17. April 1906                                      | 1. März 1907                            | Übertritt zum 5. Zivilsenat                    |  |
| 33  | Richard Offenberg (1854–1910)             | 1. März 1907                                        | 23. April 1910                          | Verstorben                                     |  |
| 34  | Ludwig Dürr (1852–1934)                   | 1. Januar 1910                                      | 1. September 1917                       | Ruhestand                                      |  |
| 35  | Ernst Simon (1859–1919)                   | 26. Mai 1910                                        | 24. August 1919                         | Verstorben                                     |  |
| 36  | Richard Skonietzki (1853–1931)            | 1. November 1910                                    | 1. Oktober 1918                         | Ruhestand                                      |  |
| 37  | Ludwig Ebermayer                          | 1. Januar 1913                                      | 1. Oktober 1914                         | Übertritt zum 3. Strafsenat                    |  |
| 38  | Carl Wilhelm Niederstein (1864–1922)      | 1. Januar 1914 bzw. 18. Februar 1915                | 25. September 1915 bzw. 1. Oktober 1915 | Übertritt zum 4. Zivilsenat bzw. 5. Strafsenat |  |
| 39  | Karl Picot (1863–1939)                    | 1. Oktober 1914                                     | 28. April 1919                          | ab 7. Januar 1919 zugleich 6. Zivilsenat       |  |
| 40  | Werner Rosenberg (1859–1930)              | 1. Oktober 1915                                     | 16. Mai 1927                            | Ruhestand                                      |  |
| 41  | Albrecht Heldrich (1862–1928)             | 20. September 1916                                  | 1. Februar 1917                         | Zugleich 2. Strafsenat                         |  |
| 42  | Heinrich von Feilitsch (1856–1932)        | 1. Februar 1917                                     | 20. Februar 1917                        | Übertritt zum 5. Strafsenat                    |  |
| 43  | Felix Czolbe (1863–)                      | 15. September 1917                                  | 19. Oktober 1917                        | Übertritt zum 3. Zivilsenat                    |  |
| 44  | Karl Jakob Ludwig Bucherer (1865–1925)    | 1. November 1917                                    | 6. August 1925                          | Verstorben                                     |  |
| 45  | Johannes Gündel (1872–1938)               | 1. November 1918                                    | 1. Oktober 1931                         | Ernennung zum Senatspräsidenten                |  |
| 46  | Ernst Stölzel (1867-)                     | 1. April 1919                                       | 30. Oktober 1922                        | Übertritt zum 7. Zivilsenat                    |  |
| 47  | Franz Triebel                             | 1. Juli 1919                                        | 1. Oktober 1919                         | Übertritt zum 4. Zivilsenat                    |  |
| 48  | Alois Zeiler (1868–1966)                  | 16. September 1919 bzw. 1. Januar 1923              | 15. April 1921                          | Übertritt zum 6. Strafsenat                    |  |
| 49  | Otto Warneyer (1867–1941)                 | 16. November 1919                                   | 15. April 1921                          | Übertritt zum 6. Strafsenat                    |  |
| 50  | Michael Wachinger                         | 1. April 1921                                       | 1936                                    |                                                |  |
| 51  | Ludwig Krug (1869–1943)                   | 1. Oktober 1922 (Hilfsrichter seit 15. April 1921)  | 1. April 1925                           | Übertritt zum 3. Zivilsenat                    |  |
| 52  | Walter Willhöfft (1873–1936)              | (1. Juni 1921 als Hilfsrichter)                     | (23. September 1921 als Hilfsrichter)   | Übertritt zum 2. Strafsenat                    |  |
| 53  | Lucian Enst Alexander Kleine (1861-)      | 23. September 1921                                  | 1. April 1922                           | Übertritt zum 2. Strafsenat                    |  |
| 54  | Ernst Hallamik (1870-)                    | (30. Oktober 1922 als Hilfsrichter)                 | (1. Januar 1923 als Hilfsrichter)       | Übertritt zum 5. Strafsenat                    |  |
| 55  | Guetermann (Gütermann), Karl Emil (1871-) | 11. Dezember 1922                                   | 28. Februar 1923                        | Übertritt zum 2. Strafsenat                    |  |
| 56  | Hermann Heyer (1861–1925)                 | 15. Juli 1923                                       | 18. September 1924                      | Ernennung zum Präsidenten des 2. Strafsenats   |  |
| 57  | Alfred Tittel (1870–1937)                 | 15. Juli 1923                                       | 18. September 1924                      |                                                |  |
| 58  | Alfred Klingsporn (1877–1938)             | 4. Dezember 1925                                    | 15. Juli 1933                           | Übertritt zum 4. Strafsenat                    |  |
| 59  | Jakob Keßler (1872–1939)                  | 4. Juni 1927                                        | 1930                                    | ev. Kirchenpräsident der Pfalz bis 1934        |  |
| 60  | Otto Schwarz (1876-)                      | vor 1932                                            | 15. Juli 1933                           | Übertritt zum 6. Strafsenat                    |  |
| 61  | August Isenbart (1876–1940)               | 1. Januar 1931 (17. April 1930 Hilfsrichter)        | 1936                                    | Übertritt zum 6. Strafsenat                    |  |
| 62  | Erhard Ziegler (1886–1946)                | (7. April 1930 Hilfsrichter) 1. März 1932 bzw. 1937 | 1. Juli 1934 bzw. 1945                  | Übertritt zum 6. Strafsenat                    |  |
| 63  | Ferdinand Gerlach (1886–1941)             | (vor 1932 Hilfsrichter) 1933                        | 15. Juli 1933                           | Übertritt zum 6. Strafsenat                    |  |
| 64  | Johannes Raestrup (1878–1943)             | 15. Juli 1933                                       | 1942                                    |                                                |  |
| 65  | Martin Buchwald (1884-)                   | 1. September 1933 (1. Dezember 1931 Hilfsrichter)   | 1. Juli 1934                            | Übertritt zum 4. Zivilsenat                    |  |
| 66  | Konrad Rensch (1881-)                     | (8. Februar 1932 Hilfsrichter) 1. Januar 1934       | 31. März 1945                           | Ruhestand                                      |  |
| 67  | Wilhelm Flor (1883–1938)                  | 1. Juli 1934                                        | 1. Dezember 1937                        | Ruhestand                                      |  |
| 68  | Eberhard Teuffel (1887–1945)              | (11. Mai 1933 Hilfsrichter) 1. April 1935           | 1942 (1945 ohne Senat)                  | 1939 - 45 Wehrmacht                            |  |
| 69  | Hans Rohde                                | 22. Februar 1937                                    | 1945                                    |                                                |  |
| 70  | Ernst Rittweger (1890–1946)               | 1. Mai 1938 bzw. 1945                               | 1939                                    | Übertritt zum 2. Strafsenat                    |  |
| 71  | Rusche                                    | 1939                                                | 1944                                    |                                                |  |
| 72  | August Guth (1884–1945)                   | 1941                                                | 28. September 1944                      | Wehrmacht                                      |  |
| 73  | Julius Sponsel (1887-)                    | (22. Januar 1940 Hilfsrichter) 1. April 1941        | 1942/43                                 | Übertritt zum 4. Strafsenat                    |  |
| 74  | Hermann Hoffmann (1880–1945)              | 1944                                                | 1945                                    |                                                |  |